# Fábio Vidrago
Fábio Jorge Vidrago Antunes, más conocido como Fábio Vidrago o Fábio Antunes, (Braga, 28 de octubre de 1988) es un exjugador de balonmano portugués que jugaba de extremo izquierdo. Su último equipo fue el SL Benfica de la Andebol 1. Fue un componente de la selección de balonmano de Portugal, con la que disputó el Campeonato Europeo de Balonmano Masculino de 2020.

## Palmarés

### ABC Braga
- Andebol 1 (1): 2016
- Copa de Portugal de balonmano (3): 2008, 2009, 2015
- Supercopa de Portugal de balonmano (1): 2015
- EHF Challenge Cup (1): 2016

### Benfica
- Copa de Portugal de balonmano (1): 2018

## Clubes
| Club       | País     | Año         |
| ---------- | -------- | ----------- |
| ABC Braga  | Portugal | 2007 - 2016 |
| SL Benfica | Portugal | 2016 - 2020 |